# Brahim Sayah
 (octobre 2011).
Si vous disposez d'ouvrages ou d'articles de référence ou si vous connaissez des sites web de qualité traitant du thème abordé ici, merci de compléter l'article en donnant les références utiles à sa vérifiabilité et en les liant à la section « Notes et références ».
 (juin 2022).
La mise en forme du texte ne suit pas les recommandations de Wikipédia : il faut le « wikifier ».
Les points d'amélioration suivants sont les cas les plus fréquents. Le détail des points à revoir est peut-être précisé sur la page de discussion.
- Les titres sont pré-formatés par le logiciel. Ils ne sont ni en capitales, ni en gras.
- Le texte ne doit pas être écrit en capitales (les noms de famille non plus), ni en gras, ni en italique, ni en « petit »…
- Le gras n'est utilisé que pour surligner le titre de l'article dans l'introduction, une seule fois.
- L'italique est rarement utilisé : mots en langue étrangère, titres d'œuvres, noms de bateaux, etc.
- Les citations ne sont pas en italique mais en corps de texte normal. Elles sont entourées par des guillemets français : « et ».
- Les listes à puces sont à éviter, des paragraphes rédigés étant largement préférés. Les tableaux sont à réserver à la présentation de données structurées (résultats, etc.).
- Les appels de note de bas de page (petits chiffres en exposant, introduits par l'outil «  Source ») sont à placer entre la fin de phrase et le point final[comme ça].
- Les liens internes (vers d'autres articles de Wikipédia) sont à choisir avec parcimonie. Créez des liens vers des articles approfondissant le sujet. Les termes génériques sans rapport avec le sujet sont à éviter, ainsi que les répétitions de liens vers un même terme.
- Les liens externes sont à placer uniquement dans une section « Liens externes », à la fin de l'article. Ces liens sont à choisir avec parcimonie suivant les règles définies. Si un lien sert de source à l'article, son insertion dans le texte est à faire par les notes de bas de page.
- La présentation des références doit suivre les conventions bibliographiques. Il est recommandé d'utiliser les modèles {{Ouvrage}}, {{Chapitre}}, {{Article}}, {{Lien web}} et/ou {{Bibliographie}}. Le mode d'édition visuel peut mettre en forme automatiquement les références.
- Insérer une infobox (cadre d'informations à droite) n'est pas obligatoire pour parachever la mise en page.

Pour une aide détaillée, merci de consulter Aide:Wikification.
Si vous pensez que ces points ont été résolus, vous pouvez retirer ce bandeau et améliorer la mise en forme d'un autre article.
Brahim Sayah (en arabe : إبراهيم السايح ; né à Rabat en 1925, où il est décédé le 29 août 2011) est un cinéaste marocain. Il a été l’initiateur du doublage de films en langue arabe et en dialecte marocain depuis les années 1950.
Les films (principalement indiens) doublés par Brahim Sayah ont rencontré un très grand succès populaire.
Il a réalisé plusieurs films et était considéré par beaucoup de professionnels du cinéma marocain comme leur doyen.
Il a porté un grand intérêt à l’éducation des enfants (édition du premier magazine marocain pour enfants) et a beaucoup travaillé sur l’éducation olfactive des enfants : il a mis en place plusieurs méthodes et techniques d’apprentissage pour le développement de ce sens si souvent négligé (abc des odeurs...), cependant il n’a pas réussi à introduire cela dans le système scolaire actuel.

## Biographie
- Rédacteur à Radio Maroc[6] et journaliste au journal Assaada
- Directeur des programmes à la TELMA, première chaîne de télévision privée au Maroc
- Réalisation en 1955 d’un long métrage intitulé Mohammed V[7], film honoré par une préface enregistrée le 30 novembre 1955 par le prince héritier Moulay Al Hassan.
- Auteur, producteur et réalisateur de 2 longs métrages intitulés Tarik Al Hourrya (La Route de la liberté, 1955) et Al Oumam Al Islamiyya Al Mostaquilla (Les Nations islamiques indépendantes, 1958[8])
- Précurseur de l'activité du doublage au Maghreb (le premier film doublé en arabe au Maroc est Le Bossu en 1952).
- Réalisateur des doublages en arabe de plus de 150 films indiens[9], français, anglais, italien et autres.
- Réalisateur des dialogues arabes d'une dizaine de films.
- Réalisateur de doublage de deux feuilletons, Les Chevaliers du ciel (39 épisodes) et Cheval mon ami (22 épisodes).
- Réalisateur d'une série de documentaires pour le compte de la télévision marocaine, Khabaya Al Moudoun (Les Mystères des villes, 6 épisodes) à la fin des années 1970

## Liste (incomplète) des films indiens doublés en arabe
| Titre en arabe                | titre original                                                 | Remarques                                                               | Année |  |
| (التوؤمان (حسن وحسين          | Nishan (1949)                                                  |                                                                         | 1949  |  |
| الاميرة و الجيطان             | Shabnam (1949)                                                 |                                                                         | 1949  |  |
| ساقي ؟                        | Sagaai (1951)                                                  |                                                                         | 1951  |  |
| الأميرة والساحر               | Patala bhairavi (1951)                                         |                                                                         | 1951  |  |
| المتشرد                       | Awara (1951)                                                   | Affiche existe                                                          | 1951  |  |
| بادل ؟                        | Badal (1951)                                                   |                                                                         | 1951  |  |
| ساقي ومصباح علاء الدين        | Saqi (1952)                                                    | Affiche existe                                                          | 1952  |  |
| سندباد البحري ؟               | Sinbad jahazi (1952)                                           |                                                                         | 1952  |  |
| علاء الدين و المصباح السحري ؟ | Aladdin aur Jadui Chirag (1952)                                |                                                                         | 1952  |  |
| ملكة التحرير                  | jhansi ki rani (1952)                                          | Affiche existe                                                          | 1952  |  |
| منكلا البدوية                 | Aan (1953)                                                     | Affiche existe                                                          | 1953  |  |
| انتقام امرأة                  | Aurat (1953)                                                   | Affiche existe                                                          | 1953  |  |
| ساحر جهنم                     | Bahut Din Huwe (1954)                                          | Affiche existe                                                          | 1954  |  |
| امير شيطان بغداد ؟            | Ameer (1954)                                                   | Distribué via le circuit arabe                                          | 1954  |  |
| حور عرب                       | Hoor e arab (1955)                                             | Affiche existe                                                          | 1955  |  |
| حب و انتقام                   | Uran khatola (1955) ?                                          |                                                                         | 1955  |  |
| انسانيات منكل                 | Insaniyat (1955)                                               | sous titré en audio par Brahim sayah Affiche existe                     | 1955  |  |
| السيد 420                     | Shree 420 (1955)                                               | Non doublé ? Autre titre : L'Honnête Vagabond                           | 1955  |  |
| الأمير أحمد                   | Yasmin (1955 )                                                 | Doublé au studio Suissi selon l'opinion 10-11 sep 2011                  | 1955  |  |
| ازاد اللص المحبوب             | Azad (1955)                                                    | Affiche existe                                                          | 1955  |  |
| ؟                             | Uran Khatola (1955)                                            | حسب برنامج سورة 2002                                                    | 1955  |  |
| الهاربون من جهنم ؟            | Devta (1956)                                                   | اسمه ايضا : اسطورة الهاربين من جهنم ؟                                   | 1956  |  |
| السبيل الوحيد                 | Ek Hi Raasta (1956)                                            | Affiche existe                                                          | 1956  |  |
| انصاف                         | Insaaf (1956)                                                  | Affiche existe                                                          | 1956  |  |
| المجاهد (انتقام زباطة) ؟      | Sipah Salar (1956)                                             | حسب الاعلانات السينمائية مترجم                                          | 1956  |  |
| المجاهدة ؟                    | Bharti (1956)                                                  | حسب الاعلانات السينمائية مترجم                                          | 1956  |  |
| الاخ الصغير                   | Bhai-Bhai (1956)                                               |                                                                         | 1956  |  |
| ؟                             | Badshah Salamat (1956)                                         | حسب فييديو Spécial Marrakech                                            | 1956  |  |
| طريق العمال                   | Naya Daur (1957)                                               | Affiche existe                                                          | 1957  |  |
| حداد بغداد                    | Shahi bazar (1957)                                             | Affiche existe                                                          | 1957  |  |
| فتاة الهند؟                   | Miss India (1957)                                              |                                                                         | 1957  |  |
| اسد بغداد ؟                   | Sher-e-Baghdad (1957)                                          |                                                                         | 1957  |  |
| فاتح اسيا ؟                   | Changez Khan (1957)                                            |                                                                         | 1957  |  |
| أمنا الهند                    | Mother India (Bharat Mata, 1957)                               | Non doublé (doublé en français par des tiers)                           | 1957  |  |
| سادنا الراقصه                 | Sadhna (1958)                                                  |                                                                         | 1958  |  |
| تضحية الاباء                  | Farishta (1958)                                                |                                                                         | 1958  |  |
| عينان و 12 يد                 | Do Ankhen Barah Haath (1958)                                   | Non doublé                                                              | 1958  |  |
| طوفان الحياة                  | Zindagi ya toofan (1958)                                       | Affiche existe                                                          | 1958  |  |
| بنت البحري ؟                  | Sinbad ki beti (1958)                                          | Distribué via le circuit arabe                                          | 1958  |  |
| راج تيلك                      | Raj Tilak (1958)                                               | Affiche existe                                                          | 1958  |  |
| يهودي ؟                       | Yahudi (1958)                                                  | Distribué via le circuit arabe                                          | 1958  |  |
| عذاب الامهات                  | Chandan (1958)                                                 | Affiche existe                                                          | 1958  |  |
| هولاكو                        | Halaku (1956)                                                  | حسب اعلان في جريدة العلم                                                | 1958  |  |
| الضحايا                       | Dhool ka phool (1959)                                          |                                                                         | 1959  |  |
| الوردة السحريه                | Jagga daku (1959)                                              | Affiche existe                                                          | 1959  |  |
| سر القناع                     | Baazigar (1959)                                                | Affiche existe                                                          | 1959  |  |
| السيد                         | Do ustad (1959)                                                |                                                                         | 1959  |  |
| دموع ام ؟                     | Maa ke ansoo (1959)                                            | ‘’                                                                      | 1959  |  |
| كوهنور                        | Kohinoor (1960)                                                | Affiche existe                                                          | 1960  |  |
| الفارس المقنع                 | Safed ghoda kala sawar (1960)                                  | Affiche existe                                                          | 1960  |  |
| اللثام الخلاب                 | Chaudhvin ka chand (1960)                                      | Affiche existe                                                          | 1960  |  |
| معصوم                         | Masoom (1960)                                                  |                                                                         | 1960  |  |
| التوأمان                      | Do aadmi (1960)                                                |                                                                         | 1960  |  |
| جنجنات                        | Ghunghat (1960)                                                | Affiche existe                                                          | 1960  |  |
| سرحد                          | SARHAD (1960)                                                  | Affiche existe                                                          | 1960  |  |
| الفرسان الثلاثة ؟             | Vijayapuri Veerathan (1960)                                    |                                                                         | 1960  |  |
| الخطيبان المجهولان            | Mud Mud ke na deck (1960)                                      | Une affiche marocaine existe                                            | 1960  |  |
| عمر الشهيد                    | Amar Shaheed (1960) ?                                          | Grande production en couleur sur l’histoire de l’Inde                   | 1960  |  |
| ظالم جادوكر                   | Zalim Jadugar (1960)                                           | Affiche existe                                                          | 1960  |  |
| الساحر الملعون ؟              | Veera Kumar (1961)                                             |                                                                         | 1961  |  |
| اسطورة الهاربين من جهنم       | Mangayir Ullam Mangada Selvam (1962) ? Swarna Manjari (1962) ? | Film Tamoule ?/Film Telugu ?                                            | 1962  |  |
| ابن الهند                     | Son of lndia (1962)                                            | Doublé au studio Ain Chock de Casablanca selon l'opinion 10-11 sep 2011 | 1962  |  |
| الاغاني في خطر                | Vallah kya baat hai (1962)                                     | Affiche existe                                                          | 1962  |  |
| طريق بيرمانيه                 | Burma Road (1962)                                              | Affiche existe                                                          | 1962  |  |
| عنتر الهند                    | King Kong (1962)                                               |                                                                         | 1962  |  |
| الحصان السحري ؟               | Rooplekha (1962)                                               | Distribué via le circuit arabe                                          | 1962  |  |
| المرأة المقنعة ؟              | Deccan Queen (1962)                                            | '’                                                                      | 1962  |  |
| الجواهر المسروقة ؟            | Neeli aankhen (1962)                                           | '’                                                                      | 1962  |  |
| جارة السوء ؟                  | Ghar Sansar (1962)                                             | ‘’                                                                      | 1962  |  |
| ملك الهند ؟                   | Rustom e Hind (1962)                                           | '’                                                                      | 1962  |  |
| لا تاخذي ولدي ؟               | Maa Beta (1962) ?                                              |                                                                         | 1962  |  |
| رستم سهراب                    | Rustam Sohrab (1963)                                           |                                                                         | 1963  |  |
| نارطكي الراقصه                | Nartakee (1963)                                                | Affiche existe                                                          | 1963  |  |
| حب تحت البحر                  | Been ka jadu (1963)                                            | حسب برنامج سورة 2002 وفيديو ديور الجامع                                 | 1963  |  |
| سر الجزيرة ؟                  | Kubera Theevu (1963)                                           |                                                                         | 1963  |  |
| قًصة علي بابا ؟                | Ek tha Alibaba (1963)                                          | '’                                                                      | 1963  |  |
| المرأة الثعبان ؟              | Naag Rani (1963)                                               | En couleur (Mahipal)                                                    | 1963  |  |
| ؟                             | Rustom-E-Rome (1964)                                           |                                                                         | 1964  |  |
| بنت و اولاد                   | Beti Bete (1964)                                               |                                                                         | 1964  |  |
| الصداقة                       | Dosti (1964)                                                   |                                                                         | 1964  |  |
| الحياة                        | Zindagi (1964)                                                 |                                                                         | 1964  |  |
| البساط السحري ؟               | Jadui shatranji (1964)                                         |                                                                         | 1964  |  |
| الوعد ؟                       | Aandhi Aur Toofan (1964)                                       |                                                                         | 1964  |  |
| الطوفان ؟                     | Aaya Toofan (1964)                                             |                                                                         | 1964  |  |
| القصر المفقود ؟               | Khufia mahal (1964)                                            | '’                                                                      | 1964  |  |
| القناع الاسود ؟               | Awara Badal (1964)                                             | '’                                                                      | 1964  |  |
| الرجل الطائر ؟                | Hawaii insaan (1965)                                           | Distribué via le circuit arabe                                          | 1965  |  |
| قلبان                         | Do Dil (1965)                                                  | حسب اعلانات سينمائية                                                    | 1965  |  |
| قلب الأم                      | Khandaan (1965)                                                | Affiche existe                                                          | 1965  |  |
| الرجل الطائر ؟                | Hawaii insaan (1965)                                           | ‘’                                                                      | 1965  |  |
| الاخ اليتيم                   | Chhota Bhai (1966)                                             | Affiche existe                                                          | 1966  |  |
| امير ؟                        | Tarzan aur jadui chirag (1966)                                 |                                                                         | 1966  |  |
| سيف العدالة ؟                 | Badal (1966)                                                   | '’                                                                      | 1966  |  |
| المحرر ؟                      | Husn Ka Ghulam (1966)                                          | '’                                                                      | 1966  |  |
| المعارض ؟                     | Dulla Bhatti (1966)                                            | '’                                                                      | 1966  |  |
| اين ولدي                      | Aakhri Khat (1966)                                             | Affiche existe                                                          | 1966  |  |
| انصاف رستم                    | Insaaf (1966)                                                  |                                                                         | 1966  |  |
| امنا الارض                    | Upkar (1967)                                                   | Affiche existe                                                          | 1967  |  |
| شعلة البيت ؟                  | Ghar Ka Chirag (1967)                                          |                                                                         | 1967  |  |
| جاسوس الكشمير ؟               | Raat andheri thi (1967)                                        | '’                                                                      | 1967  |  |
| ؟                             | Shagird (1967)                                                 | حسب برنامج سورة 2002                                                    | 1967  |  |
| لص بغداد ؟                    | Baghdad gajadonga (1968)                                       |                                                                         | 1968  |  |
| الطفل اليتيم                  | Balak (1969)                                                   | Affiche existe                                                          | 1969  |  |
| جيت                           | Geet (1970)                                                    | Non doublé                                                              | 1970  |  |
| اسمي مهرج                     | Mera Naam Joker (1970)                                         |                                                                         | 1970  |  |
| الزعيم ؟                      | Apna Desh (1971)                                               |                                                                         | 1971  |  |
| الخاطئه ؟                     | Balbul ki galiyan (1972)                                       |                                                                         | 1972  |  |
| الضجيج ؟                      | Shor (1972)                                                    | Non doublé                                                              | 1972  |  |
| آخر مرحلة ؟                   | Samadhi (1972)                                                 |                                                                         | 1972  |  |
| ناكر الذات ؟                  | Be imaan (1972                                                 |                                                                         | 1972  |  |
| جبل الموت                     | Samadhi (1972)                                                 |                                                                         | 1972  |  |
| تعالى يا ولدي                 | Aa gale lag jaa (1973)                                         |                                                                         | 1973  |  |
| الامل ؟                       | Daag (1973)                                                    |                                                                         | 1973  |  |
| وداعا يا امي                  | Bidaai (1974)                                                  | Affiche existe                                                          | 1974  |  |
| الطفل المشلول                 | Kunwara Baap (1974)                                            | Affiche existe                                                          | 1974  |  |
| الحائط الفاصل                 | Dewaar (1975)                                                  | قيل ايضا : اموت من اجل امي                                              | 1975  |  |
| الشرس ؟                       | Charas (1975)                                                  |                                                                         | 1975  |  |
| خنجر الانتقام (الثائر) ؟      | Jaggu (1975)                                                   |                                                                         | 1975  |  |
| الطفل و الجيوان               | Balak Aur Janwar (1975)                                        |                                                                         | 1975  |  |
| الحب هو الحياة                | Kabhie Kabhie (1976)                                           | Affiche existe                                                          | 1976  |  |
| الثعبان المقدس ؟              | Raksha Bandhan (1976)                                          | Distribué via le circuit arabe                                          | 1976  |  |
| علي بابا و الاربعين حرامي ؟   | Chalis chor (1976)                                             | '’                                                                      | 1976  |  |
| نور الحياة                    | Jeevan Jyoti (1976)                                            | Affiche existe                                                          | 1976  |  |
| اولاد اليوم                   | Zindagi (1976)                                                 | Affiche existe                                                          | 1976  |  |
| إنتقـــام الحيـــة            | Nagin (1976)                                                   |                                                                         | 1976  |  |
| العدالة ؟                     | Adalat (1976)                                                  |                                                                         | 1976  |  |
| الاولاد                       | Suntan (1976)                                                  |                                                                         | 1976  |  |
| التوأمان ؟                    | Dharam veer (1977)                                             |                                                                         | 1977  |  |
| زوج وامرأتان                  | Apnapan (1977)                                                 |                                                                         | 1977  |  |
| الطريق الوحيد                 | Ek Hi Raasta (1977)                                            | Affiche existe                                                          | 1977  |  |
| انكار                         | Inkaar (1977)                                                  |                                                                         | 1977  |  |
| الطفل اللطيف                  | Tinku (1977)                                                   |                                                                         | 1977  |  |
| نور العين                     | Ankh Ka Tara (1978)                                            | Affiche existe                                                          | 1978  |  |
| قسما يا حبيبي ؟               | Kasme vaade (1978)                                             |                                                                         | 1978  |  |
| المنتقم الرهيب ؟              | Ganga ki saugand (1978)                                        |                                                                         | 1978  |  |
| كم احبك                       | Ankhion ke jharokhon se (1978)                                 | قيل ايضا : الحبيبان                                                     | 1978  |  |
| حب وخطيئة ؟                   | Main Tulsi Tere Aangan Ki (1978)                               |                                                                         | 1978  |  |
| اليتيمان التوأمان             | bin phere hum tere (1979)                                      | قيل ايضا : الحب والخطيئة Affiche existe                                 | 1979  |  |
| الحبيبان                      | Jaan-E-Bahaar (1979)                                           |                                                                         | 1979  |  |
| أولاد بلا أم                  | Bin maa ke bachhe (1980)                                       |                                                                         | 1980  |  |
| عبد الكريم ؟                  | Yaarana (1980)                                                 |                                                                         | 1980  |  |
| قلب الاسد ؟                   | Mardangi (1988)                                                |                                                                         | 1988  |  |
| صراخ الحياة                   | mujhe jainee do                                                |                                                                         | ?     |  |
| عمر الخيام و ساقي ؟           | ?                                                              |                                                                         | ?     |  |
| ارادة الحب ؟                  | ؟                                                              |                                                                         | ?     |  |
| جاليم                         | ؟                                                              |                                                                         | ?     |  |
| هل تريد ان تتزوجني ؟؟         | ?                                                              |                                                                         |       |  |
|                               |                                                                |                                                                         |       |  |
|                               |                                                                |                                                                         |       |  |

## Liste (incomplète) des travaux nonindiens
| Titre en arabe               | Titre original                       | Remarques                                                                          | Année |
| فرانكشتاين                   | Frankenstein (1931)                  | film américain réalisé par James Whale                                             | 1931  |
| الاحدب انتصار الحق           | Le bossu (1944)                      | Réalisé par : Jean Delannoy اصوا ت : احمد وصفي، جميل راتب، أحمد رأفت، منا واصف     | 1944  |
| شمشون ودليلة ؟               | Samson et Dalila (1949)              | film américain en Technicolor de Cecil B. DeMille,                                 | 1949  |
| l'araignée                   | l'araignée (1949)                    | film américain Réalisé par Michael Gordon                                          | 1949  |
| حمار الليل                   | Boniface somnambule (1950)           | film français réalisé par Maurice Labro                                            | 1950  |
| فانفان لتويليب               | Fanfan la Tulipe (1951)              | film italien, français réalisé par Christian-Jaque.                                | 1951  |
| Les femmes s'en balancent    | les femmes s'en balancent (1953)     | film français réalisé par Bernard Borderie                                         | 1953  |
| اوليس                        | Ulysses (1954)                       | Director: Mario Camerini Avec Kirk Douglas                                         | 1954  |
| ملكة بابل ؟                  | The Queen of Babylon (1954)          | film italien réalisé par Carlo Ludovico Bragaglia                                  | 1954  |
| مغامرات حاجي                 | The Adventures of Hajji Baba (1954)  | film américain réalisé par Don Weis                                                | 1954  |
| Ca va barder                 | Ca va barder (1954)                  | film franco-italien réalisé par John Berry                                         | 1954  |
| محمد الخامس                  | 1955                                 | Réalisé par : Ibrahim Sayah                                                        | 1955  |
| حصر كلكان الشهير             | À toi de jouer, Callaghan (1955)     | film français réalisé par Willy Rozier                                             | 1955  |
| كلكان بلا ويسكي              | Plus de whisky pour Callaghan (1955) | film français réalisé par Willy Rozier                                             | 1955  |
| الرتيلة الوحشية              | Tarantula (1955)                     | film américain réalisé par Jack Arnold,                                            | 1955  |
| طريق الحرية                  | 1956                                 | Réalisé par : Ibrahim Sayah يصف أفراح الشعب المغربي بعودة ملكه                     | 1956  |
| L'Homme qui rétrécit         | L'Homme qui rétrécit (1956)          | film fantastique américain réalisé par Jack Arnold,                                | 1956  |
| نوتردام دي باريس             | Notre-Dame de Paris (1956)           | film franco-italien réalisé par Jean Delannoy,                                     | 1956  |
| عبد الغول                    | I Was a Teenage Werewolf (1957)      | Réalisé par : Herman Cohen                                                         | 1957  |
| الأمم الاسلامية المستقلة     | 1957                                 | Réalisé par : Ibrahim Sayah                                                        | 1957  |
| ابراهيم و سفنج               | Ibrahim (1957)                       | Director: Jean Flechet Avec: Fatima Abdelmalek, Mustapha Amal, Larbi Doghmi, .. \| | 1957  |
| ؟                            | Et par ici la sortie (1957) ?        | film français réalisé par Willy Rozier                                             | 1957  |
| اسطورة حب ؟                  | Legenda o lásce (1957)               | film russ réalisé par Václav Krska                                                 | 1957  |
| الرجل العملاق                | Le Fantastique Homme colosse (1957)  | un film américain de Bert I. Gordon                                                | 1957  |
| Ces dames préférent le mambo | ces dames préférent le mambo (1957)  | film franco-italien réalisé par Bernard Borderie                                   | 1957  |
| الصعلوك الظريف               | Fernand clochard (1957)              | film français de Pierre Chevalier                                                  | 1957  |
| انتصار الصغار                | La révolte des poupées (1958)        | Réalisé par : Bert Gordon                                                          | 1958  |
| عزرائيل ؟                    | La passe du diable (1958)            | film français coréalisé par Jacques Dupont et Pierre Schoendoerffer                | 1958  |
| رجوع الرجل العملاق           | Le Retour de l'homme colosse (1958)  | un film américain de Bert I. Gordon                                                | 1958  |
| ابناء الشمس                  | Les enfants du soleil (1961)         | Centre cinématographique Marocain Jacques Séverac                                  | 1961  |
| ؟                            | Callaghan remet ça (1961) ?          | film français réalisé par Willy Rozier                                             | 1961  |
| الرجل الثعبان ؟              | Znamja kuzneca (1961)                | film russ réalisé par Boris Kimyagarov                                             | 1961  |
| السيف السحري                 | L'épée enchantée (1962)              | film américain réalisé par Bert I. Gordon                                          | 1962  |
| اسرار باريس                  | Les Mystères de Paris (1962)         | film franco italien de André Hunebelle                                             | 1962  |
| شاه سانيم و غريب ؟           | Shakhsenem i Gharib (1964)           | film russ réalisé par Takhir Sabirov                                               | 1964  |
| علي بابا و الاربعين حرامي ؟  | Ali Baba et les 40 voleurs (1964)    | film français de Jacques Becker                                                    | 1964  |
| خبايا المدن                  | fin des années 70                    | Documentaire tv من اخراج شكيب بنعمر                                                | 1979  |
| حلاق درب الفقراء             | 1982                                 | محمد الركاب                                                                        | 1982  |
| دم التنين                    | Dragon blood (1982)                  | film taïwani Réalisé par John Liu                                                  | 1982  |
| بامو                         | 1983                                 | ادريس المريني                                                                      | 1983  |
| فرسان الطيران                | 1983                                 | feuilleton français tv 39 episodes                                                 | 1983  |
| الزفت                        | 1984                                 | الطيب الصديقي جائزة العمل الأول في أيام قرطاج السينمائية                           | 1984  |
| الورطة                       | 1984                                 | مصطفى الخياط                                                                       | 1984  |
| صديقي الفرس                  | 1984                                 | feuilleton français tv 52 episodes                                                 | 1984  |
| غراميات                      | 1986                                 | اللطيف لحلو                                                                        | 1986  |
| ضل فرعون                     | L'hombre du pharaon (1996)           | Director: Souheil Ben-Barka                                                        | 1996  |